# Johann IV. (Troppau-Ratibor)
Johann IV. von Ratibor (auch Johann IV. von Troppau-Ratibor; tschechisch: Jan VI. Ratibořský; * um 1483; † 1506) war von 1493 bis zu seinem Tod 1506 Herzog von Ratibor. Er entstammte dem Familienzweig Troppau-Ratibor der Troppauer Přemysliden.

## Leben
Seine Eltern waren Johann III. von Ratibor und Magdalena († 1501), eine Tochter des Oppelner Herzogs Nikolaus I.
Nach dem Tod des Vaters erbten Johann IV. und seine Brüder Nikolaus VI. und Valentin das Herzogtum Ratibor, das sie gemeinsam verwalteten. 
Johann IV. starb unverheiratet und ohne Nachkommen im Jahre 1506. Da auch sein Bruder Nikolaus VI. im selben Jahr starb und keine Nachkommen hinterließ, war der jüngste Bruder Valentin Alleinerbe der hinterlassenen Besitzungen.